# جولی برگان
جولی برگان (انگلیسی: Julie Bergan؛ زادهٔ ۱۲ آوریل ۱۹۹۴) خواننده، و ترانه‌سرا اهل نروژ است. وی از سال ۲۰۱۲ میلادی تاکنون مشغول فعالیت بوده‌است.
او در سال ۲۰۱۲ ترانه ابرنواختر (Supernova) را منتشر کرد و رتبه اول نمودار نروژ را کسب کرد.
او در سال ۲۰۱۸ در ترانه آتش زدن (Ignite) با آلن واکر همکاری کرد.